# Recopa de Europa 1996-97
La Recopa de Europa 1996-97 fue la 37a edición de la Recopa de Europa, en la que participaron los campeones nacionales de copa en la temporada anterior. En esta edición participaron 49 clubes pertenecientes a 48 federaciones nacionales diferentes.
La final, disputada a partido único, enfrentó al Barcelona con el vigente campeón, el París Saint-Germain, en el Stadion Feijenoord, en Róterdam, donde venció el conjunto culé por 1-0, estableciendo un récord de 4 Recopas conseguidas a lo largo de la competición.

## Participantes
| Primera ronda              | Primera ronda          | Primera ronda    | Primera ronda     |
| -------------------------- | ---------------------- | ---------------- | ----------------- |
| PSGCD                      | Fiorentina             | Nîmes Olympique  | Barcelona         |
| Kaiserslautern             | PSV                    | Benfica          | Liverpool         |
| Cercle Brugge              | AEK Athens             | Lokomotiv Moscow | Galatasaray       |
| AGF                        | Sturm Graz             | AIK              |                   |
| Ronda previa               |                        |                  |                   |
| Sion                       | Sparta Prague          | Hearts           | Brann             |
| Nyva Vinnytsia             | Honvéd                 | Gloria Bistrița  | Ruch Chorzów      |
| Hapoel Ironi Rishon LeZion | AEK Larnaca            | Varteks          | Universitāte Rīga |
| Chemlon Humenné            | Olimpija Ljubljana     | Dinamo Batumi    | KR Reykjavík      |
| MyPa                       | Levski Sofia           | MPKC Mozyr       | Glentoran         |
| Sloga Jugomagnat           | Constructorul Chişinău | Shelbourne       | Valletta          |
| Kareda Šiauliai            | Flamurtari Vlorë       | Union Luxembourg | HB Tórshavn       |
| FC Vaduz                   | TNS Llansantffraid     | Kotayk Abovyan   | Tallinna Sadam    |
| Red Star Belgrade          | Qarabağ                |                  |                   |

CD Campeón Defensor

## Ronda previa
| Equipo 1               | Agr.                 | Equipo 2                   | Ida | Vuelta |
| ---------------------- | -------------------- | -------------------------- | --- | ------ |
| MPKC Mozyr             | 2–3                  | KR Reykjavík               | 2–2 | 0–1    |
| Shelbourne             | 2–5                  | Brann                      | 1–3 | 1–2    |
| TNS Llansantffraid     | 1–6                  | Ruch Chorzów               | 1–1 | 0–5    |
| Honvéd                 | 2–0                  | Sloga Jugomagnat           | 1–0 | 1–0    |
| Varteks                | 5–1                  | Union Luxembourg           | 2–1 | 3–0    |
| Universitāte Rīga      | 2–2 (t. s.) (2–4 p.) | Vaduz                      | 1–1 | 1–1    |
| Glentoran              | 1–10                 | Sparta Prague              | 1–2 | 0–8    |
| Dinamo Batumi          | 9–0                  | HB Tórshavn                | 6–0 | 3–0    |
| Tallinna Sadam         | 2–2                  | Nyva Vinnytsia             | 2–1 | 0–1    |
| Chemlon Humenné        | 3–0                  | Flamurtari Vlorë           | 1–0 | 2–0    |
| Sion                   | 4–2                  | Kareda Šiauliai            | 4–2 | 0–0    |
| Olimpija Ljubljana     | 1–1 (t. s.) (4–3 p.) | Levski Sofia               | 1–0 | 0–1    |
| Red Star Belgrade      | 1–1                  | Hearts                     | 0–0 | 1–1    |
| Qarabağ                | 1–2 (t. s.)          | MyPa                       | 0–1 | 1–1    |
| Kotayk Abovyan         | 1–5                  | AEK Larnaca                | 1–0 | 0–5    |
| Constructorul Chişinău | 3–3                  | Hapoel Ironi Rishon LeZion | 1–0 | 2–3    |
| Valletta               | 2–4                  | Gloria Bistrița            | 1–2 | 1–2    |

Ida
| 8-8-1996 | Dinamo Batumi                                                          | 6–0     | HB Tórshavn | Tsentral Stadium, Batumi                             |                                                      |
|          | Tugushi 11', 23', 54' · Udzhmadzhuridze 27', 70' · Davidsen 87' (a.g.) | Reporte |             | Asistencia: 6,400 espectadores Árbitro(s): Jüri Saar | Asistencia: 6,400 espectadores Árbitro(s): Jüri Saar |

| 8-8-1996 | Qarabağ | 0–1     | MyPa       | Tofiq Bahramov Stadium, Baku                                  |                                                               |
|          |         | Reporte | Mahlio 83' | Asistencia: 11,500 espectadores Árbitro(s): Georgios Fassolis | Asistencia: 11,500 espectadores Árbitro(s): Georgios Fassolis |

| 8-8-1996 | Kotayk Abovyan | 1–0     | AEK Larnaca | Hrazdan Stadium, Ereván                                  |                                                          |
|          | Berberyan 80'  | Reporte |             | Asistencia: 3,600 espectadores Árbitro(s): Sergejs Braga | Asistencia: 3,600 espectadores Árbitro(s): Sergejs Braga |

| 8-8-1996 | MPKC Mozyr                     | 2–2     | KR Reykjavík              | Yunost Stadium, Mozyr                                   |                                                         |
|          | Yaromko 51' · Skorobogatko 73' | Reporte | Daðason 87' · Jónsson 90' | Asistencia: 4,800 espectadores Árbitro(s): Amand Ancion | Asistencia: 4,800 espectadores Árbitro(s): Amand Ancion |

| 8-8-1996 | Tallinna Sadam                  | 2–1              | Nyva Vinnytsia | Kadriorg Stadium, Tallin                              |                                                       |
|          | Krõlov 25' (pen.) · Viikmäe 76' | Lineups Reporte] | Romanchuk 78'  | Asistencia: 700 espectadores Árbitro(s): Asim Khudiev | Asistencia: 700 espectadores Árbitro(s): Asim Khudiev |

| 8-8-1996 | Chemlon Humenné | 1–0     | Flamurtari Vlorë | Chemlon Stadium, Humenné                                   |                                                            |
|          | Lyubarskyi 72'  | Reporte |                  | Asistencia: 5,320 espectadores Árbitro(s): Robert Sedlacek | Asistencia: 5,320 espectadores Árbitro(s): Robert Sedlacek |

| 8-8-1996 | Varteks                         | 2–1     | Union Luxembourg | Stadion Varteks, Varaždin                              |                                                        |
|          | Mumlek 40' · Maretić 80' (pen.) | Reporte | Grettnich 85'    | Asistencia: 2,300 espectadores Árbitro(s): Josef Krula | Asistencia: 2,300 espectadores Árbitro(s): Josef Krula |

| 8-8-1996 | Universitate Riga | 1–1     | Vaduz         | Latvijas Universitates Stadions, Riga                         |                                                               |
|          | Zarins 43'        | Reporte | Daumantas 40' | Asistencia: 1,500 espectadores Árbitro(s): Merab Malagouradze | Asistencia: 1,500 espectadores Árbitro(s): Merab Malagouradze |

| 8-8-1996 | Constructorul Chişinău | 1–0     | Hapoel Ironi Rishon LeZion | Stadionul Republican, Chișinău                         |                                                        |
|          | Rogachev 20'           | Reporte |                            | Asistencia: 4,500 espectadores Árbitro(s): Metin Tokat | Asistencia: 4,500 espectadores Árbitro(s): Metin Tokat |

| 8-8-1996 | Valletta   | 1–2     | Gloria Bistrița        | Ta' Qali National Stadium, Ta' Qali                      |                                                          |
|          | Dončić 74' | Reporte | Matei 53' · Dăncuș 66' | Asistencia: 1,093 espectadores Árbitro(s): William Young | Asistencia: 1,093 espectadores Árbitro(s): William Young |

| 8-8-1996 | Red Star Belgrade | 0–0     | Hearts | Estadio Estrella Roja, Belgrade                              |                                                              |
|          |                   | Reporte |        | Asistencia: 13,646 espectadores Árbitro(s): Hermann Albrecht | Asistencia: 13,646 espectadores Árbitro(s): Hermann Albrecht |

| 8-8-1996 | Honvéd   | 1–0     | Sloga Jugomagnat | Bozsik József Stadion, Budapest                            |                                                            |
|          | Tóth 11' | Reporte |                  | Asistencia: 2,733 espectadores Árbitro(s): Serhiy Tatulian | Asistencia: 2,733 espectadores Árbitro(s): Serhiy Tatulian |

| 8-8-1996 | Sion                                                          | 4–2     | Kareda Šiauliai                       | Stade Tourbillon, Sion                                  |                                                         |
|          | Chassot 14' · Bonvin 26' · Pančev 35' (pen.) · Vercruysse 88' | Reporte | Baranauskas 73' (pen.) · Dančenka 86' | Asistencia: 5,200 espectadores Árbitro(s): Yevi Kollari | Asistencia: 5,200 espectadores Árbitro(s): Yevi Kollari |

| 8-8-1996 | Olimpija Ljubljana | 1–0     | Levski Sofia | Bežigrad Stadium, Ljubljana                              |                                                          |
|          | Bozgo 50'          | Reporte |              | Asistencia: 691 espectadores Árbitro(s): Marek Kowalczyk | Asistencia: 691 espectadores Árbitro(s): Marek Kowalczyk |

| 8-8-1996 | TNS Llansantffraid | 1–1     | Ruch Chorzów | Racecourse Ground, Wrexham                                   |                                                              |
|          | Gęsior 82' (a.g.)  | Reporte | Gęsior 6'    | Asistencia: 1,558 espectadores Árbitro(s): Eyjólfur Ólafsson | Asistencia: 1,558 espectadores Árbitro(s): Eyjólfur Ólafsson |

| 8-8-1996 | Glentoran  | 1–2     | Sparta Prague           | The Oval, Belfast                                          |                                                            |
|          | Little 53' | Reporte | Siegl 48' · Lokvenc 89' | Asistencia: 2,200 espectadores Árbitro(s): Lawrence Sammut | Asistencia: 2,200 espectadores Árbitro(s): Lawrence Sammut |

| 8-8-1996 | Shelbourne    | 1–3     | Brann                                           | Tolka Park, Dublín                                            |                                                               |
|          | Geoghegan 42' | Reporte | Mjelde 26' · Pedersen 29' · Eftevaag 68' (pen.) | Asistencia: 3,010 espectadores Árbitro(s): Vítor Melo Pereira | Asistencia: 3,010 espectadores Árbitro(s): Vítor Melo Pereira |

Vuelta
| 21-8-1996 | KR Reykjavík   | 1–0 (Global 3-2) | MPKC Mozyr | KR-völlur, Reykjavík                                      |                                                           |
|           | Daníelsson 90' | Reporte          |            | Asistencia: 1,722 espectadores Árbitro(s): Sven Kjelbrott | Asistencia: 1,722 espectadores Árbitro(s): Sven Kjelbrott |

| 22-8-1996 | Sloga Jugomagnat | 0–1 (Global 0-2) | Honvéd     | Gradski stadion, Skopie                                    |                                                            |
|           |                  | Reporte          | Ghinda 77' | Asistencia: 1,000 espectadores Árbitro(s): Marcello Nicchi | Asistencia: 1,000 espectadores Árbitro(s): Marcello Nicchi |

| 22-8-1996                                                    | Nyva Vinnytsia | 1–0 (Global 2-2) | Tallinna Sadam | Tsentralnyi Stadion, Vínnitsa                               |                                                             |
|                                                              | Romanchuk 66'  | Reporte          |                | Asistencia: 12,000 espectadores Árbitro(s): Slavik Kazaryan | Asistencia: 12,000 espectadores Árbitro(s): Slavik Kazaryan |
| Nyva Vinnnytsia clasifica por la regla del gol de visitante. |                |                  |                |                                                             |                                                             |

| 22-8-1996 | AEK Larnaca                                                                     | 5–0 (Global 5-1) | Kotayk Abovyan | GSZ Stadium, Larnaca                                  |                                                       |
|           | Kuntić 28' · Alexandrou 42' · Kovačević 60' (pen.) · Kopunović 81' · Markou 84' | Reporte          |                | Asistencia: 2,037 espectadores Árbitro(s): Amit Klein | Asistencia: 2,037 espectadores Árbitro(s): Amit Klein |

| 22-8-1996 | Gloria Bistrița       | 2–1 (Global 4-2) | Valletta  | Stadionul Gloria, Bistrița                             |                                                        |
|           | Lazăr 32' · Voica 84' | Reporte          | Agius 24' | Asistencia: 2,060 espectadores Árbitro(s): Jiří Ulrich | Asistencia: 2,060 espectadores Árbitro(s): Jiří Ulrich |

| 22-8-1996 | Ruch Chorzów                                   | 5–0 (Global 6-1) | TNS Llansantffraid | Stadion Miejski, Chorzów                                   |                                                            |
|           | A. Bąk 2', 58' · Grzesik 47' · M. Bąk 63', 65' | Reporte          |                    | Asistencia: 6,701 espectadores Árbitro(s): Dragutin Poljak | Asistencia: 6,701 espectadores Árbitro(s): Dragutin Poljak |

| 22-8-1996 | Flamurtari Vlorë | 0–2 (Global 0-3) | Chemlon Humenné               | Qemal Stafa Stadium, Tirana                             |                                                         |
|           |                  | Reporte          | Lyubarskyi 48' · Valkucak 53' | Asistencia: 4,500 espectadores Árbitro(s): Attila Juhos | Asistencia: 4,500 espectadores Árbitro(s): Attila Juhos |

| 22-8-1996 | HB Tórshavn | 0–3 (Global 0-9) | Dinamo Batumi                         | Svangaskarð, Toftir                                     |                                                         |
|           |             | Reporte          | Glonti 20', 21' · Udzhmadzhuridze 63' | Asistencia: 300 espectadores Árbitro(s): Juha Pulkkinen | Asistencia: 300 espectadores Árbitro(s): Juha Pulkkinen |

| 22-8-1996 | Kareda Šiauliai | 0–0 (Global 2-4) | Sion | Savivaldybė Stadium, Šiauliai                          |                                                        |
|           |                 | Reporte          |      | Asistencia: 2,500 espectadores Árbitro(s): Lars Gerner | Asistencia: 2,500 espectadores Árbitro(s): Lars Gerner |

| 22-8-1996 | Vaduz                             | 1–1 (t. s.)(4–2 p.)(Global 2-2) | Universitate Riga                           | Gemeindesportplatz, Vaduz                                   |                                                             |
|           | Polvorino 89'                     | Reporte                         | Zarins 48'                                  | Asistencia: 1,100 espectadores Árbitro(s): Krsto Danilovski | Asistencia: 1,100 espectadores Árbitro(s): Krsto Danilovski |
|           |                                   | Tiros desde el punto penal      |                                             |                                                             |                                                             |
|           | Müller · Polvorino · Weber · Heeb |                                 | Draguns · Zarins · Mastyanica · Dolgopolovs |                                                             |                                                             |

| 22-8-1996                                                           | Hapoel Ironi Rishon LeZion         | 3–2 (Global 3-3) | Constructorul Chişinău    | Municipal Stadium, Rishon LeZion                                |                                                                 |
|                                                                     | Sabag 9' · Kapeta 26' · Cebula 57' | Reporte          | Rogachev 42' · Skidan 86' | Asistencia: 1,500 espectadores Árbitro(s): Juan Ansuátegui Roca | Asistencia: 1,500 espectadores Árbitro(s): Juan Ansuátegui Roca |
| Constructorul Chişinău clasifica por la regla del gol de visitante. |                                    |                  |                           |                                                                 |                                                                 |

| 22-8-1996 | Brann                    | 2–1 (Global 5-2) | Shelbourne    | Brann Stadion, Bergen                                     |                                                           |
|           | Mjelde 9' · Pedersen 70' | Reporte          | Rutherford 4' | Asistencia: 2,189 espectadores Árbitro(s): Keimpe Zuidema | Asistencia: 2,189 espectadores Árbitro(s): Keimpe Zuidema |

| 22-8-1996 | Levski Sofia                          | 1–0 (t. s.)(2–4 p.)(Global 1-1) | Olimpija Ljubljana                                 | Vasil Levski National Stadium, Sofía                       |                                                            |
|           | Simeonov 58'                          | Reporte                         |                                                    | Asistencia: 12,000 espectadores Árbitro(s): Bohdan Benedik | Asistencia: 12,000 espectadores Árbitro(s): Bohdan Benedik |
|           |                                       | Tiros desde el punto penal      |                                                    |                                                            |                                                            |
|           | Zaytsev · Yonkov · Todorov · Simeonov |                                 | Bozgo · Ačimovič · Velkovski · Djuranović · Gajser |                                                            |                                                            |

| 22-8-1996 | MyPa           | 1–1 (t. s.)(Global 2-1) | Qarabağ     | Kymenlaakson Sähkö Stadion, Anjalankoski |                         |
|           | Keskitalo 119' | Reporte                 | Musayev 27' | Árbitro(s): Terje Hauge                  | Árbitro(s): Terje Hauge |

| 22-8-1996 | Union Luxembourg | 0–3 (Global 1-5) | Varteks                             | Stade Achille Hammerel, Luxembourg                   |                                                      |
|           |                  | Reporte          | Besek 63' · Mumlek 78' · Cvetko 87' | Asistencia: 490 espectadores Árbitro(s): Roland Beck | Asistencia: 490 espectadores Árbitro(s): Roland Beck |

| 22-8-1996 | Sparta Prague                                                               | 8–0     | Glentoran | Stadion Letná, Praga                                        |                                                             |
|           | Gunda 1', 25' · Mistr 19' · Siegl 24', 48', 80' · Svoboda 77' · Gabriel 86' | Reporte |           | Asistencia: 5,391 espectadores Árbitro(s): Miroslav Radoman | Asistencia: 5,391 espectadores Árbitro(s): Miroslav Radoman |

| 22-8-1996                                                      | Hearts        | 1–1 (Global 1-1) | Red Star Belgrade | Tynecastle Stadium, Edinburgh                                 |                                                               |
|                                                                | McPherson 45' | Reporte          | Marinović 59'     | Asistencia: 15,062 espectadores Árbitro(s): Karl-Erik Nilsson | Asistencia: 15,062 espectadores Árbitro(s): Karl-Erik Nilsson |
| Red Star Belgrade clasifica por la regla del gol de visitante. |               |                  |                   |                                                               |                                                               |

## Rondas siguientes
|  | Primera ronda                                                    | Primera ronda                                                    | Primera ronda                                                    | Primera ronda                                                    |   |                    | Octavos de final                                           | Octavos de final                                           | Octavos de final                                           | Octavos de final                                           |  |           | Cuartos de final                                      | Cuartos de final                                      | Cuartos de final                                      | Cuartos de final                                      |  |           | Semifinales                                            | Semifinales                                            | Semifinales                                            | Semifinales                                            |  |           | Final                                          | Final                                          |  |
|  | 12 de septiembre de 1996 (ida) 26 de septiembre de 1996 (vuelta) | 12 de septiembre de 1996 (ida) 26 de septiembre de 1996 (vuelta) | 12 de septiembre de 1996 (ida) 26 de septiembre de 1996 (vuelta) | 12 de septiembre de 1996 (ida) 26 de septiembre de 1996 (vuelta) |   |                    | 17 de octubre de 1996 (ida) 31 de octubre de 1996 (vuelta) | 17 de octubre de 1996 (ida) 31 de octubre de 1996 (vuelta) | 17 de octubre de 1996 (ida) 31 de octubre de 1996 (vuelta) | 17 de octubre de 1996 (ida) 31 de octubre de 1996 (vuelta) |  |           | 6 de marzo de 1997 (ida) 20 de marzo de 1997 (vuelta) | 6 de marzo de 1997 (ida) 20 de marzo de 1997 (vuelta) | 6 de marzo de 1997 (ida) 20 de marzo de 1997 (vuelta) | 6 de marzo de 1997 (ida) 20 de marzo de 1997 (vuelta) |  |           | 10 de abril de 1997 (ida) 24 de abril de 1997 (vuelta) | 10 de abril de 1997 (ida) 24 de abril de 1997 (vuelta) | 10 de abril de 1997 (ida) 24 de abril de 1997 (vuelta) | 10 de abril de 1997 (ida) 24 de abril de 1997 (vuelta) |  |           | 14 de mayo de 1997 Stadion Feyenoord, Róterdam | 14 de mayo de 1997 Stadion Feyenoord, Róterdam |  |
|  |                                                                  |                                                                  |                                                                  |                                                                  |   |                    |                                                            |                                                            |                                                            |                                                            |  |           |                                                       |                                                       |                                                       |                                                       |  |           |                                                        |                                                        |                                                        |                                                        |  |           |                                                |                                                |  |
|  |                                                                  |                                                                  |                                                                  |                                                                  |   |                    |                                                            |                                                            |                                                            |                                                            |  |           |                                                       |                                                       |                                                       |                                                       |  |           |                                                        |                                                        |                                                        |                                                        |  |           |                                                |                                                |  |
|  | Barcelona                                                        | 2                                                                | 0                                                                | 2                                                                |   |                    |                                                            |                                                            |                                                            |                                                            |  |           |                                                       |                                                       |                                                       |                                                       |  |           |                                                        |                                                        |                                                        |                                                        |  |           |                                                |                                                |  |
|  | Barcelona                                                        | 2                                                                | 0                                                                | 2                                                                |   |                    |                                                            |                                                            |                                                            |                                                            |  |           |                                                       |                                                       |                                                       |                                                       |  |           |                                                        |                                                        |                                                        |                                                        |  |           |                                                |                                                |  |
|  | AEK Larnaca                                                      | 0                                                                | 0                                                                | 0                                                                |   |                    |                                                            |                                                            |                                                            |                                                            |  |           |                                                       |                                                       |                                                       |                                                       |  |           |                                                        |                                                        |                                                        |                                                        |  |           |                                                |                                                |  |
|  | AEK Larnaca                                                      | 0                                                                | 0                                                                | 0                                                                |   | Barcelona          | 3                                                          | 1                                                          | 4                                                          |                                                            |  |           |                                                       |                                                       |                                                       |                                                       |  |           |                                                        |                                                        |                                                        |                                                        |  |           |                                                |                                                |  |
|  |                                                                  |                                                                  |                                                                  |                                                                  |   | Barcelona          | 3                                                          | 1                                                          | 4                                                          |                                                            |  |           |                                                       |                                                       |                                                       |                                                       |  |           |                                                        |                                                        |                                                        |                                                        |  |           |                                                |                                                |  |
|  |                                                                  |                                                                  | Estrella Roja                                                    | 1                                                                | 1 | 2                  |                                                            |                                                            |                                                            |                                                            |  |           |                                                       |                                                       |                                                       |                                                       |  |           |                                                        |                                                        |                                                        |                                                        |  |           |                                                |                                                |  |
|  | Kaiserslautern                                                   | 1                                                                | Estrella Roja                                                    | 1                                                                | 1 | 2                  | 0                                                          | 1                                                          |                                                            |                                                            |  |           |                                                       |                                                       |                                                       |                                                       |  |           |                                                        |                                                        |                                                        |                                                        |  |           |                                                |                                                |  |
|  | Kaiserslautern                                                   | 1                                                                |                                                                  |                                                                  |   |                    |                                                            |                                                            |                                                            |                                                            |  |           |                                                       |                                                       |                                                       |                                                       |  |           |                                                        |                                                        |                                                        |                                                        |  |           |                                                |                                                |  |
|  | Estrella Roja (t.s.)                                             | 0                                                                | 4                                                                | 4                                                                |   |                    |                                                            |                                                            |                                                            |                                                            |  |           |                                                       |                                                       |                                                       |                                                       |  |           |                                                        |                                                        |                                                        |                                                        |  |           |                                                |                                                |  |
|  | Estrella Roja (t.s.)                                             | 0                                                                | 4                                                                | 4                                                                |   |                    |                                                            |                                                            |                                                            |                                                            |  | Barcelona | 3                                                     | 1                                                     | 4                                                     |                                                       |  |           |                                                        |                                                        |                                                        |                                                        |  |           |                                                |                                                |  |
|  |                                                                  |                                                                  |                                                                  |                                                                  |   |                    |                                                            |                                                            |                                                            |                                                            |  | Barcelona | 3                                                     | 1                                                     | 4                                                     |                                                       |  |           |                                                        |                                                        |                                                        |                                                        |  |           |                                                |                                                |  |
|  |                                                                  |                                                                  | AIK Estocolmo                                                    | 1                                                                | 1 | 2                  |                                                            |                                                            |                                                            |                                                            |  |           |                                                       |                                                       |                                                       |                                                       |  |           |                                                        |                                                        |                                                        |                                                        |  |           |                                                |                                                |  |
|  | Nîmes Olympique                                                  | 3                                                                | AIK Estocolmo                                                    | 1                                                                | 1 | 2                  | 2                                                          | 5                                                          |                                                            |                                                            |  |           |                                                       |                                                       |                                                       |                                                       |  |           |                                                        |                                                        |                                                        |                                                        |  |           |                                                |                                                |  |
|  | Nîmes Olympique                                                  | 3                                                                |                                                                  |                                                                  |   |                    |                                                            |                                                            |                                                            |                                                            |  |           |                                                       |                                                       |                                                       |                                                       |  |           |                                                        |                                                        |                                                        |                                                        |  |           |                                                |                                                |  |
|  | Budapest Honvéd                                                  | 1                                                                | 1                                                                | 2                                                                |   |                    |                                                            |                                                            |                                                            |                                                            |  |           |                                                       |                                                       |                                                       |                                                       |  |           |                                                        |                                                        |                                                        |                                                        |  |           |                                                |                                                |  |
|  | Budapest Honvéd                                                  | 1                                                                | 1                                                                | 2                                                                |   | Nîmes Olympique    | 1                                                          | 1                                                          | 2                                                          |                                                            |  |           |                                                       |                                                       |                                                       |                                                       |  |           |                                                        |                                                        |                                                        |                                                        |  |           |                                                |                                                |  |
|  |                                                                  |                                                                  |                                                                  |                                                                  |   | Nîmes Olympique    | 1                                                          | 1                                                          | 2                                                          |                                                            |  |           |                                                       |                                                       |                                                       |                                                       |  |           |                                                        |                                                        |                                                        |                                                        |  |           |                                                |                                                |  |
|  |                                                                  |                                                                  | AIK Estocolmo                                                    | 3                                                                | 0 | 3                  |                                                            |                                                            |                                                            |                                                            |  |           |                                                       |                                                       |                                                       |                                                       |  |           |                                                        |                                                        |                                                        |                                                        |  |           |                                                |                                                |  |
|  | KR Reykjavík                                                     | 0                                                                | AIK Estocolmo                                                    | 3                                                                | 0 | 3                  | 1                                                          | 1                                                          |                                                            |                                                            |  |           |                                                       |                                                       |                                                       |                                                       |  |           |                                                        |                                                        |                                                        |                                                        |  |           |                                                |                                                |  |
|  | KR Reykjavík                                                     | 0                                                                |                                                                  |                                                                  |   |                    |                                                            |                                                            |                                                            |                                                            |  |           |                                                       |                                                       |                                                       |                                                       |  |           |                                                        |                                                        |                                                        |                                                        |  |           |                                                |                                                |  |
|  | AIK Estocolmo                                                    | 1                                                                | 1                                                                | 2                                                                |   |                    |                                                            |                                                            |                                                            |                                                            |  |           |                                                       |                                                       |                                                       |                                                       |  |           |                                                        |                                                        |                                                        |                                                        |  |           |                                                |                                                |  |
|  | AIK Estocolmo                                                    | 1                                                                | 1                                                                | 2                                                                |   |                    |                                                            |                                                            |                                                            |                                                            |  |           |                                                       |                                                       |                                                       |                                                       |  | Barcelona | 1                                                      | 2                                                      | 3                                                      |                                                        |  |           |                                                |                                                |  |
|  |                                                                  |                                                                  |                                                                  |                                                                  |   |                    |                                                            |                                                            |                                                            |                                                            |  |           |                                                       |                                                       |                                                       |                                                       |  | Barcelona | 1                                                      | 2                                                      | 3                                                      |                                                        |  |           |                                                |                                                |  |
|  |                                                                  |                                                                  | Fiorentina                                                       | 1                                                                | 0 | 1                  |                                                            |                                                            |                                                            |                                                            |  |           |                                                       |                                                       |                                                       |                                                       |  |           |                                                        |                                                        |                                                        |                                                        |  |           |                                                |                                                |  |
|  | Benfica                                                          | 5                                                                | Fiorentina                                                       | 1                                                                | 0 | 1                  | 0                                                          | 5                                                          |                                                            |                                                            |  |           |                                                       |                                                       |                                                       |                                                       |  |           |                                                        |                                                        |                                                        |                                                        |  |           |                                                |                                                |  |
|  | Benfica                                                          | 5                                                                |                                                                  |                                                                  |   |                    |                                                            |                                                            |                                                            |                                                            |  |           |                                                       |                                                       |                                                       |                                                       |  |           |                                                        |                                                        |                                                        |                                                        |  |           |                                                |                                                |  |
|  | Ruch Chorzów                                                     | 1                                                                | 0                                                                | 1                                                                |   |                    |                                                            |                                                            |                                                            |                                                            |  |           |                                                       |                                                       |                                                       |                                                       |  |           |                                                        |                                                        |                                                        |                                                        |  |           |                                                |                                                |  |
|  | Ruch Chorzów                                                     | 1                                                                | 0                                                                | 1                                                                |   | Benfica            | 1                                                          | 3                                                          | 4                                                          |                                                            |  |           |                                                       |                                                       |                                                       |                                                       |  |           |                                                        |                                                        |                                                        |                                                        |  |           |                                                |                                                |  |
|  |                                                                  |                                                                  |                                                                  |                                                                  |   | Benfica            | 1                                                          | 3                                                          | 4                                                          |                                                            |  |           |                                                       |                                                       |                                                       |                                                       |  |           |                                                        |                                                        |                                                        |                                                        |  |           |                                                |                                                |  |
|  |                                                                  |                                                                  | Lokomotiv Moscú                                                  | 0                                                                | 2 | 2                  |                                                            |                                                            |                                                            |                                                            |  |           |                                                       |                                                       |                                                       |                                                       |  |           |                                                        |                                                        |                                                        |                                                        |  |           |                                                |                                                |  |
|  | Lokomotiv Moscú (v.)                                             | 1                                                                | Lokomotiv Moscú                                                  | 0                                                                | 2 | 2                  | 1                                                          | 2                                                          |                                                            |                                                            |  |           |                                                       |                                                       |                                                       |                                                       |  |           |                                                        |                                                        |                                                        |                                                        |  |           |                                                |                                                |  |
|  | Lokomotiv Moscú (v.)                                             | 1                                                                |                                                                  |                                                                  |   |                    |                                                            |                                                            |                                                            |                                                            |  |           |                                                       |                                                       |                                                       |                                                       |  |           |                                                        |                                                        |                                                        |                                                        |  |           |                                                |                                                |  |
|  | NK Varteks Varaždin                                              | 0                                                                | 2                                                                | 2                                                                |   |                    |                                                            |                                                            |                                                            |                                                            |  |           |                                                       |                                                       |                                                       |                                                       |  |           |                                                        |                                                        |                                                        |                                                        |  |           |                                                |                                                |  |
|  | NK Varteks Varaždin                                              | 0                                                                | 2                                                                | 2                                                                |   |                    |                                                            |                                                            |                                                            |                                                            |  | Benfica   | 0                                                     | 1                                                     | 1                                                     |                                                       |  |           |                                                        |                                                        |                                                        |                                                        |  |           |                                                |                                                |  |
|  |                                                                  |                                                                  |                                                                  |                                                                  |   |                    |                                                            |                                                            |                                                            |                                                            |  | Benfica   | 0                                                     | 1                                                     | 1                                                     |                                                       |  |           |                                                        |                                                        |                                                        |                                                        |  |           |                                                |                                                |  |
|  |                                                                  |                                                                  | Fiorentina                                                       | 2                                                                | 0 | 2                  |                                                            |                                                            |                                                            |                                                            |  |           |                                                       |                                                       |                                                       |                                                       |  |           |                                                        |                                                        |                                                        |                                                        |  |           |                                                |                                                |  |
|  | Gloria Bistrița                                                  | 1                                                                | Fiorentina                                                       | 2                                                                | 0 | 2                  | 0                                                          | 1                                                          |                                                            |                                                            |  |           |                                                       |                                                       |                                                       |                                                       |  |           |                                                        |                                                        |                                                        |                                                        |  |           |                                                |                                                |  |
|  | Gloria Bistrița                                                  | 1                                                                |                                                                  |                                                                  |   |                    |                                                            |                                                            |                                                            |                                                            |  |           |                                                       |                                                       |                                                       |                                                       |  |           |                                                        |                                                        |                                                        |                                                        |  |           |                                                |                                                |  |
|  | Fiorentina                                                       | 1                                                                | 1                                                                | 2                                                                |   |                    |                                                            |                                                            |                                                            |                                                            |  |           |                                                       |                                                       |                                                       |                                                       |  |           |                                                        |                                                        |                                                        |                                                        |  |           |                                                |                                                |  |
|  | Fiorentina                                                       | 1                                                                | 1                                                                | 2                                                                |   | Fiorentina         | 2                                                          | 1                                                          | 3                                                          |                                                            |  |           |                                                       |                                                       |                                                       |                                                       |  |           |                                                        |                                                        |                                                        |                                                        |  |           |                                                |                                                |  |
|  |                                                                  |                                                                  |                                                                  |                                                                  |   | Fiorentina         | 2                                                          | 1                                                          | 3                                                          |                                                            |  |           |                                                       |                                                       |                                                       |                                                       |  |           |                                                        |                                                        |                                                        |                                                        |  |           |                                                |                                                |  |
|  |                                                                  |                                                                  | Sparta Praga                                                     | 1                                                                | 1 | 2                  |                                                            |                                                            |                                                            |                                                            |  |           |                                                       |                                                       |                                                       |                                                       |  |           |                                                        |                                                        |                                                        |                                                        |  |           |                                                |                                                |  |
|  | Sturm Graz                                                       | 2                                                                | Sparta Praga                                                     | 1                                                                | 1 | 2                  | 1                                                          | 3                                                          |                                                            |                                                            |  |           |                                                       |                                                       |                                                       |                                                       |  |           |                                                        |                                                        |                                                        |                                                        |  |           |                                                |                                                |  |
|  | Sturm Graz                                                       | 2                                                                |                                                                  |                                                                  |   |                    |                                                            |                                                            |                                                            |                                                            |  |           |                                                       |                                                       |                                                       |                                                       |  |           |                                                        |                                                        |                                                        |                                                        |  |           |                                                |                                                |  |
|  | Sparta Praga (v.)                                                | 2                                                                | 1                                                                | 3                                                                |   |                    |                                                            |                                                            |                                                            |                                                            |  |           |                                                       |                                                       |                                                       |                                                       |  |           |                                                        |                                                        |                                                        |                                                        |  |           |                                                |                                                |  |
|  | Sparta Praga (v.)                                                | 2                                                                | 1                                                                | 3                                                                |   |                    |                                                            |                                                            |                                                            |                                                            |  |           |                                                       |                                                       |                                                       |                                                       |  |           |                                                        |                                                        |                                                        |                                                        |  | Barcelona | 1                                              |                                                |  |
|  |                                                                  |                                                                  |                                                                  |                                                                  |   |                    |                                                            |                                                            |                                                            |                                                            |  |           |                                                       |                                                       |                                                       |                                                       |  |           |                                                        |                                                        |                                                        |                                                        |  | Barcelona | 1                                              |                                                |  |
|  |                                                                  |                                                                  | PSG                                                              | 0                                                                |   |                    |                                                            |                                                            |                                                            |                                                            |  |           |                                                       |                                                       |                                                       |                                                       |  |           |                                                        |                                                        |                                                        |                                                        |  |           |                                                |                                                |  |
|  | Constructorul Chişinău                                           | 0                                                                | PSG                                                              | 0                                                                | 0 | 0                  |                                                            |                                                            |                                                            |                                                            |  |           |                                                       |                                                       |                                                       |                                                       |  |           |                                                        |                                                        |                                                        |                                                        |  |           |                                                |                                                |  |
|  | Constructorul Chişinău                                           | 0                                                                |                                                                  |                                                                  |   |                    |                                                            |                                                            |                                                            |                                                            |  |           |                                                       |                                                       |                                                       |                                                       |  |           |                                                        |                                                        |                                                        |                                                        |  |           |                                                |                                                |  |
|  | Galatasaray                                                      | 1                                                                | 4                                                                | 5                                                                |   |                    |                                                            |                                                            |                                                            |                                                            |  |           |                                                       |                                                       |                                                       |                                                       |  |           |                                                        |                                                        |                                                        |                                                        |  |           |                                                |                                                |  |
|  | Galatasaray                                                      | 1                                                                | 4                                                                | 5                                                                |   | Galatasaray        | 4                                                          | 0                                                          | 4                                                          |                                                            |  |           |                                                       |                                                       |                                                       |                                                       |  |           |                                                        |                                                        |                                                        |                                                        |  |           |                                                |                                                |  |
|  |                                                                  |                                                                  |                                                                  |                                                                  |   | Galatasaray        | 4                                                          | 0                                                          | 4                                                          |                                                            |  |           |                                                       |                                                       |                                                       |                                                       |  |           |                                                        |                                                        |                                                        |                                                        |  |           |                                                |                                                |  |
|  |                                                                  |                                                                  | PSG                                                              | 2                                                                | 4 | 6                  |                                                            |                                                            |                                                            |                                                            |  |           |                                                       |                                                       |                                                       |                                                       |  |           |                                                        |                                                        |                                                        |                                                        |  |           |                                                |                                                |  |
|  | Vaduz                                                            | 0                                                                | PSG                                                              | 2                                                                | 4 | 6                  | 0                                                          | 0                                                          |                                                            |                                                            |  |           |                                                       |                                                       |                                                       |                                                       |  |           |                                                        |                                                        |                                                        |                                                        |  |           |                                                |                                                |  |
|  | Vaduz                                                            | 0                                                                |                                                                  |                                                                  |   |                    |                                                            |                                                            |                                                            |                                                            |  |           |                                                       |                                                       |                                                       |                                                       |  |           |                                                        |                                                        |                                                        |                                                        |  |           |                                                |                                                |  |
|  | PSG                                                              | 4                                                                | 3                                                                | 7                                                                |   |                    |                                                            |                                                            |                                                            |                                                            |  |           |                                                       |                                                       |                                                       |                                                       |  |           |                                                        |                                                        |                                                        |                                                        |  |           |                                                |                                                |  |
|  | PSG                                                              | 4                                                                | 3                                                                | 7                                                                |   |                    |                                                            |                                                            |                                                            |                                                            |  | PSG       | 0                                                     | 3                                                     | 3                                                     |                                                       |  |           |                                                        |                                                        |                                                        |                                                        |  |           |                                                |                                                |  |
|  |                                                                  |                                                                  |                                                                  |                                                                  |   |                    |                                                            |                                                            |                                                            |                                                            |  | PSG       | 0                                                     | 3                                                     | 3                                                     |                                                       |  |           |                                                        |                                                        |                                                        |                                                        |  |           |                                                |                                                |  |
|  |                                                                  |                                                                  | AEK Atenas                                                       | 0                                                                | 0 | 0                  |                                                            |                                                            |                                                            |                                                            |  |           |                                                       |                                                       |                                                       |                                                       |  |           |                                                        |                                                        |                                                        |                                                        |  |           |                                                |                                                |  |
|  | Århus                                                            | 1                                                                | AEK Atenas                                                       | 0                                                                | 0 | 0                  | 0                                                          | 1                                                          |                                                            |                                                            |  |           |                                                       |                                                       |                                                       |                                                       |  |           |                                                        |                                                        |                                                        |                                                        |  |           |                                                |                                                |  |
|  | Århus                                                            | 1                                                                |                                                                  |                                                                  |   |                    |                                                            |                                                            |                                                            |                                                            |  |           |                                                       |                                                       |                                                       |                                                       |  |           |                                                        |                                                        |                                                        |                                                        |  |           |                                                |                                                |  |
|  | Olimpija Ljubljana (v.)                                          | 1                                                                | 0                                                                | 1                                                                |   |                    |                                                            |                                                            |                                                            |                                                            |  |           |                                                       |                                                       |                                                       |                                                       |  |           |                                                        |                                                        |                                                        |                                                        |  |           |                                                |                                                |  |
|  | Olimpija Ljubljana (v.)                                          | 1                                                                | 0                                                                | 1                                                                |   | Olimpija Ljubljana | 0                                                          | 0                                                          | 0                                                          |                                                            |  |           |                                                       |                                                       |                                                       |                                                       |  |           |                                                        |                                                        |                                                        |                                                        |  |           |                                                |                                                |  |
|  |                                                                  |                                                                  |                                                                  |                                                                  |   | Olimpija Ljubljana | 0                                                          | 0                                                          | 0                                                          |                                                            |  |           |                                                       |                                                       |                                                       |                                                       |  |           |                                                        |                                                        |                                                        |                                                        |  |           |                                                |                                                |  |
|  |                                                                  |                                                                  | AEK Atenas                                                       | 2                                                                | 4 | 6                  |                                                            |                                                            |                                                            |                                                            |  |           |                                                       |                                                       |                                                       |                                                       |  |           |                                                        |                                                        |                                                        |                                                        |  |           |                                                |                                                |  |
|  | AEK Atenas                                                       | 1                                                                | AEK Atenas                                                       | 2                                                                | 4 | 6                  | 2                                                          | 3                                                          |                                                            |                                                            |  |           |                                                       |                                                       |                                                       |                                                       |  |           |                                                        |                                                        |                                                        |                                                        |  |           |                                                |                                                |  |
|  | AEK Atenas                                                       | 1                                                                |                                                                  |                                                                  |   |                    |                                                            |                                                            |                                                            |                                                            |  |           |                                                       |                                                       |                                                       |                                                       |  |           |                                                        |                                                        |                                                        |                                                        |  |           |                                                |                                                |  |
|  | Chemlon Humenné                                                  | 0                                                                | 1                                                                | 1                                                                |   |                    |                                                            |                                                            |                                                            |                                                            |  |           |                                                       |                                                       |                                                       |                                                       |  |           |                                                        |                                                        |                                                        |                                                        |  |           |                                                |                                                |  |
|  | Chemlon Humenné                                                  | 0                                                                | 1                                                                | 1                                                                |   |                    |                                                            |                                                            |                                                            |                                                            |  |           |                                                       |                                                       |                                                       |                                                       |  | PSG       | 3                                                      | 0                                                      | 3                                                      |                                                        |  |           |                                                |                                                |  |
|  |                                                                  |                                                                  |                                                                  |                                                                  |   |                    |                                                            |                                                            |                                                            |                                                            |  |           |                                                       |                                                       |                                                       |                                                       |  | PSG       | 3                                                      | 0                                                      | 3                                                      |                                                        |  |           |                                                |                                                |  |
|  |                                                                  |                                                                  | Liverpool                                                        | 0                                                                | 2 | 2                  |                                                            |                                                            |                                                            |                                                            |  |           |                                                       |                                                       |                                                       |                                                       |  |           |                                                        |                                                        |                                                        |                                                        |  |           |                                                |                                                |  |
|  | Cercle Brugge                                                    | 3                                                                | Liverpool                                                        | 0                                                                | 2 | 2                  | 0                                                          | 3                                                          |                                                            |                                                            |  |           |                                                       |                                                       |                                                       |                                                       |  |           |                                                        |                                                        |                                                        |                                                        |  |           |                                                |                                                |  |
|  | Cercle Brugge                                                    | 3                                                                |                                                                  |                                                                  |   |                    |                                                            |                                                            |                                                            |                                                            |  |           |                                                       |                                                       |                                                       |                                                       |  |           |                                                        |                                                        |                                                        |                                                        |  |           |                                                |                                                |  |
|  | Brann                                                            | 2                                                                | 4                                                                | 6                                                                |   |                    |                                                            |                                                            |                                                            |                                                            |  |           |                                                       |                                                       |                                                       |                                                       |  |           |                                                        |                                                        |                                                        |                                                        |  |           |                                                |                                                |  |
|  | Brann                                                            | 2                                                                | 4                                                                | 6                                                                |   | Brann              | 2                                                          | 2                                                          | 4                                                          |                                                            |  |           |                                                       |                                                       |                                                       |                                                       |  |           |                                                        |                                                        |                                                        |                                                        |  |           |                                                |                                                |  |
|  |                                                                  |                                                                  |                                                                  |                                                                  |   | Brann              | 2                                                          | 2                                                          | 4                                                          |                                                            |  |           |                                                       |                                                       |                                                       |                                                       |  |           |                                                        |                                                        |                                                        |                                                        |  |           |                                                |                                                |  |
|  |                                                                  |                                                                  | PSV Eindhoven                                                    | 1                                                                | 2 | 3                  |                                                            |                                                            |                                                            |                                                            |  |           |                                                       |                                                       |                                                       |                                                       |  |           |                                                        |                                                        |                                                        |                                                        |  |           |                                                |                                                |  |
|  | Dinamo Batumi                                                    | 1                                                                | PSV Eindhoven                                                    | 1                                                                | 2 | 3                  | 0                                                          | 1                                                          |                                                            |                                                            |  |           |                                                       |                                                       |                                                       |                                                       |  |           |                                                        |                                                        |                                                        |                                                        |  |           |                                                |                                                |  |
|  | Dinamo Batumi                                                    | 1                                                                |                                                                  |                                                                  |   |                    |                                                            |                                                            |                                                            |                                                            |  |           |                                                       |                                                       |                                                       |                                                       |  |           |                                                        |                                                        |                                                        |                                                        |  |           |                                                |                                                |  |
|  | PSV Eindhoven                                                    | 1                                                                | 3                                                                | 4                                                                |   |                    |                                                            |                                                            |                                                            |                                                            |  |           |                                                       |                                                       |                                                       |                                                       |  |           |                                                        |                                                        |                                                        |                                                        |  |           |                                                |                                                |  |
|  | PSV Eindhoven                                                    | 1                                                                | 3                                                                | 4                                                                |   |                    |                                                            |                                                            |                                                            |                                                            |  | Brann     | 1                                                     | 0                                                     | 1                                                     |                                                       |  |           |                                                        |                                                        |                                                        |                                                        |  |           |                                                |                                                |  |
|  |                                                                  |                                                                  |                                                                  |                                                                  |   |                    |                                                            |                                                            |                                                            |                                                            |  | Brann     | 1                                                     | 0                                                     | 1                                                     |                                                       |  |           |                                                        |                                                        |                                                        |                                                        |  |           |                                                |                                                |  |
|  |                                                                  |                                                                  | Liverpool                                                        | 1                                                                | 3 | 4                  |                                                            |                                                            |                                                            |                                                            |  |           |                                                       |                                                       |                                                       |                                                       |  |           |                                                        |                                                        |                                                        |                                                        |  |           |                                                |                                                |  |
|  | Sion                                                             | 2                                                                | Liverpool                                                        | 1                                                                | 3 | 4                  | 4                                                          | 6                                                          |                                                            |                                                            |  |           |                                                       |                                                       |                                                       |                                                       |  |           |                                                        |                                                        |                                                        |                                                        |  |           |                                                |                                                |  |
|  | Sion                                                             | 2                                                                |                                                                  |                                                                  |   |                    |                                                            |                                                            |                                                            |                                                            |  |           |                                                       |                                                       |                                                       |                                                       |  |           |                                                        |                                                        |                                                        |                                                        |  |           |                                                |                                                |  |
|  | Nyva Vinnytsia                                                   | 0                                                                | 0                                                                | 0                                                                |   |                    |                                                            |                                                            |                                                            |                                                            |  |           |                                                       |                                                       |                                                       |                                                       |  |           |                                                        |                                                        |                                                        |                                                        |  |           |                                                |                                                |  |
|  | Nyva Vinnytsia                                                   | 0                                                                | 0                                                                | 0                                                                |   | Sion               | 1                                                          | 3                                                          | 4                                                          |                                                            |  |           |                                                       |                                                       |                                                       |                                                       |  |           |                                                        |                                                        |                                                        |                                                        |  |           |                                                |                                                |  |
|  |                                                                  |                                                                  |                                                                  |                                                                  |   | Sion               | 1                                                          | 3                                                          | 4                                                          |                                                            |  |           |                                                       |                                                       |                                                       |                                                       |  |           |                                                        |                                                        |                                                        |                                                        |  |           |                                                |                                                |  |
|  |                                                                  |                                                                  | Liverpool                                                        | 2                                                                | 6 | 8                  |                                                            |                                                            |                                                            |                                                            |  |           |                                                       |                                                       |                                                       |                                                       |  |           |                                                        |                                                        |                                                        |                                                        |  |           |                                                |                                                |  |
|  | MyPa                                                             | 0                                                                | Liverpool                                                        | 2                                                                | 6 | 8                  | 1                                                          | 1                                                          |                                                            |                                                            |  |           |                                                       |                                                       |                                                       |                                                       |  |           |                                                        |                                                        |                                                        |                                                        |  |           |                                                |                                                |  |
|  | MyPa                                                             | 0                                                                |                                                                  |                                                                  |   |                    |                                                            |                                                            |                                                            |                                                            |  |           |                                                       |                                                       |                                                       |                                                       |  |           |                                                        |                                                        |                                                        |                                                        |  |           |                                                |                                                |  |
|  | Liverpool                                                        | 1                                                                | 3                                                                | 4                                                                |   |                    |                                                            |                                                            |                                                            |                                                            |  |           |                                                       |                                                       |                                                       |                                                       |  |           |                                                        |                                                        |                                                        |                                                        |  |           |                                                |                                                |  |
|  | Liverpool                                                        | 1                                                                | 3                                                                | 4                                                                |   |                    |                                                            |                                                            |                                                            |                                                            |  |           |                                                       |                                                       |                                                       |                                                       |  |           |                                                        |                                                        |                                                        |                                                        |  |           |                                                |                                                |  |
|  |                                                                  |                                                                  |                                                                  |                                                                  |   |                    |                                                            |                                                            |                                                            |                                                            |  |           |                                                       |                                                       |                                                       |                                                       |  |           |                                                        |                                                        |                                                        |                                                        |  |           |                                                |                                                |  |

### Primera ronda
Ida
| 12-9-1996 | Vaduz | 0–4     | PSG                                                      | Gemeindesportplatz, Vaduz                                |                                                          |
|           |       | Reporte | Le Guen 12' · Dely Valdés 39' · Leonardo 43' · Allou 72' | Asistencia: 3,900 espectadores Árbitro(s): Romans Lajuks | Asistencia: 3,900 espectadores Árbitro(s): Romans Lajuks |

| 12-9-1996 | Lokomotiv Moscow | 1–0     | Varteks | Lokomotiv Stadium, Moscú                              |                                                       |
|           | Cherevchenko 12' | Reporte |         | Asistencia: 760 espectadores Árbitro(s): Jacek Granat | Asistencia: 760 espectadores Árbitro(s): Jacek Granat |

| 12-9-1996 | Constructorul Chişinău | 0–1     | Galatasaray | Stadionul Republican, Chișinău                                |                                                               |
|           |                        | Reporte | Knup 74'    | Asistencia: 1,841 espectadores Árbitro(s): Kostadin Guerginov | Asistencia: 1,841 espectadores Árbitro(s): Kostadin Guerginov |

| 12-9-1996 | Dinamo Batumi | 1–1     | PSV              | Tsentral Stadium, Batumi                                   |                                                            |
|           | Mujiri 21'    | Reporte | Nilis 40' (pen.) | Asistencia: 14,000 espectadores Árbitro(s): Kurt Zuppinger | Asistencia: 14,000 espectadores Árbitro(s): Kurt Zuppinger |

| 12-9-1996 | MyPa | 0–1     | Liverpool     | Kymenlaakson Sähkö Stadion, Anjalankoski                      |                                                               |
|           |      | Reporte | Bjørnebye 61' | Asistencia: 4,767 espectadores Árbitro(s): Gylfi Thór Orrason | Asistencia: 4,767 espectadores Árbitro(s): Gylfi Thór Orrason |

| 12-9-1996 | AGF     | 1–1     | Olimpija Ljubljana | Aarhus Idrætspark, Aarhus                                |                                                          |
|           | Bak 16' | Reporte | Bozgo 57'          | Asistencia: 5,950 espectadores Árbitro(s): Mikko Vuorela | Asistencia: 5,950 espectadores Árbitro(s): Mikko Vuorela |

| 12-9-1996 | Sion                     | 2–0     | Nyva Vinnytsia | Stade Tourbillon, Sion                                      |                                                             |
|           | Colombo 50' · Bonvin 82' | Reporte |                | Asistencia: 6,500 espectadores Árbitro(s): Andreas Georgiou | Asistencia: 6,500 espectadores Árbitro(s): Andreas Georgiou |

| 12-9-1996 | Cercle Brugge                            | 3–2     | Brann                         | Olympiastadion, Bruges                                 |                                                        |
|           | Gernsøe 6' · Vanmaele 27' · Camerman 31' | Reporte | Flo 38' · Eftevaag 89' (pen.) | Asistencia: 3,300 espectadores Árbitro(s): John Ashman | Asistencia: 3,300 espectadores Árbitro(s): John Ashman |

| 12-9-1996 | Gloria Bistrița | 1–1     | Fiorentina    | Stadionul Gloria, Bistrița                                     |                                                                |
|           | Lazăr 3'        | Reporte | Batistuta 48' | Asistencia: 10,000 espectadores Árbitro(s): Christer Fällström | Asistencia: 10,000 espectadores Árbitro(s): Christer Fällström |

| 12-9-1996 | AEK Athens  | 1–0     | Chemlon Humenné | Nikos Goumas Stadium, Athens                                |                                                             |
|           | Batista 44' | Reporte |                 | Asistencia: 15,141 espectadores Árbitro(s): Yuri Chebotarev | Asistencia: 15,141 espectadores Árbitro(s): Yuri Chebotarev |

| 12-9-1996 | Nîmes Olympique                           | 3–1     | Honvéd   | Stade des Costières, Nîmes                                  |                                                             |
|           | Jeunechamp 64' · Préget 75' · Meilhac 85' | Reporte | Tóth 70' | Asistencia: 7,948 espectadores Árbitro(s): Richard O'Hanlon | Asistencia: 7,948 espectadores Árbitro(s): Richard O'Hanlon |

| 12-9-1996 | Sturm Graz              | 2–2     | Sparta Prague           | Gruabn, Graz                                                 |                                                              |
|           | Vastić 8' · Mählich 85' | Reporte | Řepka 57' · Lokvenc 72' | Asistencia: 3,208 espectadores Árbitro(s): Karl-Erik Nilsson | Asistencia: 3,208 espectadores Árbitro(s): Karl-Erik Nilsson |

| 12-9-1996 | Kaiserslautern | 1–0     | Red Star Belgrade | Fritz-Walter-Stadion, Kaiserslautern                     |                                                          |
|           | Wegmann 58'    | Reporte |                   | Asistencia: 25,719 espectadores Árbitro(s): Kenny Clarke | Asistencia: 25,719 espectadores Árbitro(s): Kenny Clarke |

| 12-9-1996 | KR Reykjavík | 0–1     | AIK        | Laugardalsvöllur, Reykjavík                             |                                                         |
|           |              | Reporte | Nordin 80' | Asistencia: 2,707 espectadores Árbitro(s): Tore Hollung | Asistencia: 2,707 espectadores Árbitro(s): Tore Hollung |

| 12-9-1996 | Barcelona        | 2–0     | AEK Larnaca | Estadi Olímpic de Montjuïc, Barcelona                   |                                                         |
|           | Ronaldo 19', 77' | Reporte |             | Asistencia: 25,000 espectadores Árbitro(s): Roland Beck | Asistencia: 25,000 espectadores Árbitro(s): Roland Beck |

| 12-9-1996 | Benfica                                                    | 5–1     | Ruch Chorzów | Estádio da Luz, Lisbon                                       |                                                              |
|           | Donizete 24' · João Pinto 26' · Jamir 33' · Valdo 69', 90' | Reporte | Gęsior 72'   | Asistencia: 15,000 espectadores Árbitro(s): Hermann Albrecht | Asistencia: 15,000 espectadores Árbitro(s): Hermann Albrecht |

Vuelta
| 26-9-1996 | Nyva Vinnytsia | 0–4 (Global 0-6) | Sion                                       | Tsentralnyi Stadion, Vínnitsa                                      |                                                                    |
|           |                | Reporte          | Lukić 2' · Vercruysse 9', 68' · Milton 54' | Asistencia: 12,000 espectadores Árbitro(s): Manfred Schüttengruber | Asistencia: 12,000 espectadores Árbitro(s): Manfred Schüttengruber |

| 26-9-1996 | Chemlon Humenné | 1–2 (Global 1-3) | AEK Athens                   | Chemlon Stadion, Humenné                                 |                                                          |
|           | Diňa 1'         | Reporte          | Nikolaidis 19' · Batista 44' | Asistencia: 14,600 espectadores Árbitro(s): Mateo Beusan | Asistencia: 14,600 espectadores Árbitro(s): Mateo Beusan |

| 26-9-1996                                                     | Varteks                   | 2–1 (Global 2-2) | Lokomotiv Moscow | Stadion Varteks, Varaždin                                 |                                                           |
|                                                               | Mumlek 62' · Vugrinec 87' | Reporte          | Kosolapov 40'    | Asistencia: 2,000 espectadores Árbitro(s): Georg Dardenne | Asistencia: 2,000 espectadores Árbitro(s): Georg Dardenne |
| Lokomotiv Moscow clasifica por la regla del gol de visitante. |                           |                  |                  |                                                           |                                                           |

| 26-9-1996 | Galatasaray                          | 4–0 (Global 5-0) | Constructorul Chişinău | Ali Sami Yen Stadium, Estambul                               |                                                              |
|           | Şükür 48', 80' · Arif 71' · Hagi 74' | Reporte          |                        | Asistencia: 16,695 espectadores Árbitro(s): Miroslav Radoman | Asistencia: 16,695 espectadores Árbitro(s): Miroslav Radoman |

| 26-9-1996 | AIK         | 1–1 (Global 2-1) | KR Reykjavík     | Råsunda Stadium, Solna                                   |                                                          |
|           | Simpson 80' | Reporte          | Benediktsson 90' | Asistencia: 3,267 espectadores Árbitro(s): Stephen Lodge | Asistencia: 3,267 espectadores Árbitro(s): Stephen Lodge |

| 26-9-1996                                                      | Olimpija Ljubljana | 0–0 (Global 1-1) | AGF | Bežigrad Stadium, Ljubljana                                 |                                                             |
|                                                                |                    | Lineups Reporte] |     | Asistencia: 1,433 espectadores Árbitro(s): Sotorios Vorgias | Asistencia: 1,433 espectadores Árbitro(s): Sotorios Vorgias |
| Olimpija Ljubjana clasifica por la regla del gol de visitante. |                    |                  |     |                                                             |                                                             |

| 26-9-1996 | Brann                                       | 4–0 (Global 6-3) | Cercle Brugge | Brann Stadion, Bergen                                     |                                                           |
|           | Mjelde 5', 81' · Eftevaag 78' · Helland 87' | Reporte          |               | Asistencia: 6,104 espectadores Árbitro(s): Valeriy Onufer | Asistencia: 6,104 espectadores Árbitro(s): Valeriy Onufer |

| 26-9-1996 | Ruch Chorzów | 0–0 (Global 1-5) | Benfica | Stadion Ruchu, Chorzów                                  |                                                         |
|           |              | Reporte          |         | Asistencia: 4,547 espectadores Árbitro(s): Mika Peltola | Asistencia: 4,547 espectadores Árbitro(s): Mika Peltola |

| 26-9-1996 | AEK Larnaca | 0–0 (Global 0-2) | Barcelona | GSZ Stadium, Larnaca                                      |                                                           |
|           |             | Reporte          |           | Asistencia: 6,000 espectadores Árbitro(s): Claude Colombo | Asistencia: 6,000 espectadores Árbitro(s): Claude Colombo |

| 26-9-1996                                                  | Sparta Prague | 1–1 (Global 3-3) | Sturm Graz   | Stadion Letná, Praga                                            |                                                                 |
|                                                            | Horňák 86'    | Reporte          | Giannini 75' | Asistencia: 5,643 espectadores Árbitro(s): Juan Fernández Marin | Asistencia: 5,643 espectadores Árbitro(s): Juan Fernández Marin |
| Sparta Prague clasifica por la regla del gol de visitante. |               |                  |              |                                                                 |                                                                 |

| 26-9-1996 | Red Star Belgrade                                | 4–0 (t. s.)(Global 4-1) | Kaiserslautern | Estadio Estrella Roja, Belgrade                          |                                                          |
|           | Stanković 54', 96' · Njeguš 107' · Pantelić 120' | Reporte                 |                | Asistencia: 42,568 espectadores Árbitro(s): Eric Blareau | Asistencia: 42,568 espectadores Árbitro(s): Eric Blareau |

| 26-9-1996 | Fiorentina  | 1–0 (Global 2-1) | Gloria Bistrița | Stadio Artemio Franchi, Florence                            |                                                             |
|           | Orlando 23' | Reporte          |                 | Asistencia: 18,607 espectadores Árbitro(s): Ladislav Gádoši | Asistencia: 18,607 espectadores Árbitro(s): Ladislav Gádoši |

| 26-9-1996 | PSV                                                   | 3–0 (Global 4-1) | Dinamo Batumi | Philips Stadion, Eindhoven                                |                                                           |
|           | Nilis 15' (pen.) · Eijkelkamp 56' · Marcelo Ramos 85' | Reporte          |               | Asistencia: 14,200 espectadores Árbitro(s): Stuart Dougal | Asistencia: 14,200 espectadores Árbitro(s): Stuart Dougal |

| 26-9-1996 | Honvéd      | 1–2 (Global 2-5) | Nîmes Olympique      | Bozsik József Stadion, Budapest                             |                                                             |
|           | Piroska 60' | Reporte          | Ecker 6' · Sabin 37' | Asistencia: 3,645 espectadores Árbitro(s): Vladimir Antonov | Asistencia: 3,645 espectadores Árbitro(s): Vladimir Antonov |

| 26-9-1996 | Liverpool                               | 3–1 (Global 4-1) | MyPa          | Anfield, Liverpool                                         |                                                            |
|           | Berger 16' · Collymore 59' · Barnes 77' | Reporte          | Keskitalo 64' | Asistencia: 39,013 espectadores Árbitro(s): Sergey Shmolik | Asistencia: 39,013 espectadores Árbitro(s): Sergey Shmolik |

| 26-9-1996 | PSG                               | 3–0 (Global 7-0) | Vaduz | Parc des Princes, París                                  |                                                          |
|           | Allou 23' · Roche 40' · Mboma 50' | Reporte          |       | Asistencia: 15,973 espectadores Árbitro(s): Bujar Pregja | Asistencia: 15,973 espectadores Árbitro(s): Bujar Pregja |

### Octavos de final
Ida
| 17-10-1996 | Nîmes Olympique | 1–3     | AIK                                    | Stade des Costières, Nîmes                                |                                                           |
|            | Fidani 87'      | Reporte | Simpson 9' · Pacha 12' · Johansson 70' | Asistencia: 15,049 espectadores Árbitro(s): Leslie Irvine | Asistencia: 15,049 espectadores Árbitro(s): Leslie Irvine |

| 17-10-1996 | Olimpija Ljubljana | 0–2     | AEK Athens                | Bežigrad Stadium, Ljubljana                              |                                                          |
|            |                    | Reporte | Kostis 12' · Ketsbaia 49' | Asistencia: 1,473 espectadores Árbitro(s): Atanas Uzunov | Asistencia: 1,473 espectadores Árbitro(s): Atanas Uzunov |

| 17-10-1996 | Galatasaray                           | 4–2     | Paris Saint-Germain           | Ali Sami Yen Stadium, Estambul                                |                                                               |
|            | Şükür 5', 31' · Tugay 12' · Ünsal 52' | Reporte | Le Guen 16' · Dely Valdés 17' | Asistencia: 23,000 espectadores Árbitro(s): Pierluigi Collina | Asistencia: 23,000 espectadores Árbitro(s): Pierluigi Collina |

| 17-10-1996 | Sion       | 1–2     | Liverpool               | Stade Tourbillon, Sion                                          |                                                                 |
|            | Bonvin 10' | Reporte | Fowler 28' · Barnes 80' | Asistencia: 16,500 espectadores Árbitro(s): Antonio López Nieto | Asistencia: 16,500 espectadores Árbitro(s): Antonio López Nieto |

| 17-10-1996 | Brann                  | 2–1     | PSV      | Brann Stadion, Bergen                                  |                                                        |
|            | Mjelde 28', 33' (pen.) | Reporte | Cocu 90' | Asistencia: 7,842 espectadores Árbitro(s): Alain Hamer | Asistencia: 7,842 espectadores Árbitro(s): Alain Hamer |

| 17-10-1996 | Fiorentina                 | 2–1     | Sparta Prague | Stadio Artemio Franchi, Florence                               |                                                                |
|            | Batistuta 6' · Schwarz 57' | Reporte | Siegl 81'     | Asistencia: 22,400 espectadores Árbitro(s): Serge Muhmenthaler | Asistencia: 22,400 espectadores Árbitro(s): Serge Muhmenthaler |

| 17-10-1996 | Barcelona                    | 3–1     | Red Star Belgrade | Camp Nou, Barcelona                                     |                                                         |
|            | Giovanni 34', 35' · Figo 54' | Reporte | Živković 21'      | Asistencia: 73,000 espectadores Árbitro(s): Rémi Harrel | Asistencia: 73,000 espectadores Árbitro(s): Rémi Harrel |

| 17-10-1996 | Benfica  | 1–0     | Lokomotiv Moscow | Estádio da Luz, Lisbon                                |                                                       |
|            | Pinto 9' | Reporte |                  | Asistencia: 8,090 espectadores Árbitro(s): Alain Sars | Asistencia: 8,090 espectadores Árbitro(s): Alain Sars |

Vuelta
| 31-10-1996 | AIK | 0–1 (Global 3-2) | Nîmes Olympique    | Råsunda Stadium, Solna                                  |                                                         |
|            |     | Reporte          | Brundin 69' (a.g.) | Asistencia: 5,620 espectadores Árbitro(s): Ľuboš Micheľ | Asistencia: 5,620 espectadores Árbitro(s): Ľuboš Micheľ |

| 31-10-1996 | Lokomotiv Moscow         | 2–3 (Global 2-4) | Benfica                                | Lokomotiv Stadium, Moscú                                    |                                                             |
|            | Solomatin 9' · Haras 58' | Reporte          | Panduru 47' · Donizete 62' · Pinto 87' | Asistencia: 6,500 espectadores Árbitro(s): Knud Erik Fisker | Asistencia: 6,500 espectadores Árbitro(s): Knud Erik Fisker |

| 31-10-1996 | AEK Athens                                             | 4–0 (Global 6-0) | Olimpija Ljubljana | Nikos Goumas Stadium, Athens                                 |                                                              |
|            | Savevski 5' · Batista 34' · Maladenis 80' · Kostis 84' | Reporte          |                    | Asistencia: 14,482 espectadores Árbitro(s): Hermann Albrecht | Asistencia: 14,482 espectadores Árbitro(s): Hermann Albrecht |

| 31-10-1996 | PSV                         | 2–2 (Global 3-4) | Brann                | Philips Stadion, Eindhoven                                 |                                                            |
|            | Eijkelkamp 75' · Zenden 83' | Reporte          | Hasund 35' · Flo 58' | Asistencia: 19,500 espectadores Árbitro(s): Philippe Leduc | Asistencia: 19,500 espectadores Árbitro(s): Philippe Leduc |

| 31-10-1996 | Red Star Belgrade | 1–1 (Global 2-4) | Barcelona    | Estadio Estrella Roja, Belgrade                          |                                                          |
|            | Jovičić 47'       | Reporte          | Giovanni 48' | Asistencia: 44,694 espectadores Árbitro(s): Gerd Grabher | Asistencia: 44,694 espectadores Árbitro(s): Gerd Grabher |

| 31-10-1996 | Liverpool                                                                 | 6–3 (Global 8-4) | Sion                          | Anfield, Liverpool                                          |                                                             |
|            | McManaman 27' · Bjørnebye 55' · Barnes 66' · Fowler 70', 79' · Berger 89' | Reporte          | Chassot 20', 65' · Bonvin 23' | Asistencia: 38,514 espectadores Árbitro(s): Hartmut Strampe | Asistencia: 38,514 espectadores Árbitro(s): Hartmut Strampe |

| 31-10-1996 | Sparta Prague | 1–1 (Global 2-3) | Fiorentina   | Stadion Letná, Praga                                      |                                                           |
|            | Lokvenc 41'   | Reporte          | Robbiati 63' | Asistencia: 16,021 espectadores Árbitro(s): David Elleray | Asistencia: 16,021 espectadores Árbitro(s): David Elleray |

| 31-10-1996 | PSG                                                | 4–0 (Global 6-4) | Galatasaray | Parc des Princes, París                                  |                                                          |
|            | Leonardo 9' · Dely Valdés 23' · Loko 58' · Raí 77' | Reporte          |             | Asistencia: 34,032 espectadores Árbitro(s): Karol Ihring | Asistencia: 34,032 espectadores Árbitro(s): Karol Ihring |

### Cuartos de final
| 6-3-1997 | Brann      | 1–1     | Liverpool  | Brann Stadion, Bergen                                        |                                                              |
|          | Hasund 48' | Reporte | Fowler 10' | Asistencia: 12,700 espectadores Árbitro(s): Nikolai Levnikov | Asistencia: 12,700 espectadores Árbitro(s): Nikolai Levnikov |

| 6-3-1997 | PSG | 0–0     | AEK Athens | Parc des Princes, París                               |                                                       |
|          |     | Reporte |            | Asistencia: 21,952 espectadores Árbitro(s): Urs Meier | Asistencia: 21,952 espectadores Árbitro(s): Urs Meier |

| 6-3-1997 | Benfica | 0–2     | Fiorentina                  | Estádio da Luz, Lisbon                                   |                                                          |
|          |         | Reporte | Baiano 45' · Batistuta 90+' | Asistencia: 32,632 espectadores Árbitro(s): Hellmut Krug | Asistencia: 32,632 espectadores Árbitro(s): Hellmut Krug |

| 6-3-1997 | Barcelona                                     | 3–1     | AIK        | Camp Nou, Barcelona                                       |                                                           |
|          | Gheorghe Popescu 4' · Ronaldo 56' · Pizzi 80' | Reporte | Simpson 2' | Asistencia: 57,300 espectadores Árbitro(s): David Elleray | Asistencia: 57,300 espectadores Árbitro(s): David Elleray |

Vuelta
| 20-3-1997 | AEK Athens | 0–3 (Global 0-3) | PSG                | Nikos Goumas Stadium, Athens                                    |                                                                 |
|           |            | Reporte          | Loko 21', 44', 81' | Asistencia: 27,200 espectadores Árbitro(s): Antonio López Nieto | Asistencia: 27,200 espectadores Árbitro(s): Antonio López Nieto |

| 20-3-1997 | AIK         | 1–1 (Global 2-4) | Barcelona   | Råsunda Stadium, Solna                                       |                                                              |
|           | Simpson 73' | Reporte          | Ronaldo 12' | Asistencia: 35,049 espectadores Árbitro(s): Gilles Veissière | Asistencia: 35,049 espectadores Árbitro(s): Gilles Veissière |

| 20-3-1997 | Fiorentina | 0–1 (Global 2-1) | Benfica   | Stadio Artemio Franchi, Florence                               |                                                                |
|           |            | Reporte          | Edgar 22' | Asistencia: 35,071 espectadores Árbitro(s): Mario van der Ende | Asistencia: 35,071 espectadores Árbitro(s): Mario van der Ende |

| 20-3-1997 | Liverpool                              | 3–0 (Global 4-1) | Brann | Anfield, Liverpool                                              |                                                                 |
|           | Fowler 25' (pen.), 77' · Collymore 61' | Reporte          |       | Asistencia: 40,326 espectadores Árbitro(s): Alfredo Trentalange | Asistencia: 40,326 espectadores Árbitro(s): Alfredo Trentalange |

### Semifinales
Ida
| 10-4-1997 | PSG                                  | 3–0     | Liverpool | Parc des Princes, París                                  |                                                          |
|           | Leonardo 11' · Cauet 43' · Leroy 83' | Reporte |           | Asistencia: 35,142 espectadores Árbitro(s): Hellmut Krug | Asistencia: 35,142 espectadores Árbitro(s): Hellmut Krug |

| 10-4-1997 | Barcelona | 1–1     | Fiorentina    | Camp Nou, Barcelona                                         |                                                             |
|           | Nadal 43' | Reporte | Batistuta 63' | Asistencia: 87,000 espectadores Árbitro(s): Bernd Heynemann | Asistencia: 87,000 espectadores Árbitro(s): Bernd Heynemann |

Vuelta
| 24-4-1997 | Liverpool               | 2–0 (Global 2-3) | PSG | Anfield, Liverpool                                        |                                                           |
|           | Fowler 12' · Wright 79' | Reporte          |     | Asistencia: 38,984 espectadores Árbitro(s): Rune Pedersen | Asistencia: 38,984 espectadores Árbitro(s): Rune Pedersen |

| 24-4-1997 | Fiorentina | 0–2 (Global 3-1) | Barcelona                 | Stadio Artemio Franchi, Florence                         |                                                          |
| |            | Reporte          | Couto 30' · Guardiola 35' | Asistencia: 43,588 espectadores Árbitro(s): Anders Frisk | Asistencia: 43,588 espectadores Árbitro(s): Anders Frisk |
| Luego de que el Barcelona anotara el segundo gol, Iván de la Peña del Barcelona fue golpeado con un objeto lanzado desde la gradería que requirió atención médica. Como consecuencia, la Fiorentina recibió un veto de dos temporadas en competiciones europeas a partir de la Copa de la UEFA 1998–99. |            |                  |                           |                                                          |                                                          |

## Final
| 1  | POR | Vítor Baía            |     |
| 2  | DEF | Albert Ferrer         |     |
| 3  | DEF | Abelardo Fernández    |     |
| 26 | DEF | Fernando Couto        |     |
| 12 | DEF | Sergi Barjuán         |     |
| 4  | MED | Josep Guardiola       |     |
| 5  | MED | Gheorghe Popescu      | 46' |
| 23 | MED | Iván de la Peña       | 85' |
| 21 | MED | Luis Enrique Martínez | 89' |
| 7  | DEL | Luís Figo             |     |
| 9  | DEL | Ronaldo               |     |
| DT | DT  | Bobby Robson          |     |

| 1  | POR | Bernard Lama     |     |
| 2  | DEF | Laurent Fournier | 58' |
| 4  | DEF | Bruno N'Gotty    |     |
| 6  | DEF | Paul Le Guen     |     |
| 22 | DEF | Didier Domi      |     |
| 19 | MED | Jérôme Leroy     |     |
| 8  | MED | Vincent Guérin   | 69' |
| 10 | MED | Raí              |     |
| 15 | MED | Benoît Cauet     |     |
| 11 | DEL | Patrice Loko     | 78' |
| 7  | DEL | Leonardo         |     |
| DT | DT  | Ricardo Gomes    |     |

| 18 | MED | Guillermo Amor     | 46' |
| 8  | DEL | Hristo Stoichkov   | 85' |
| 19 | DEL | Juan Antonio Pizzi | 89' |

| 17 | DEF | Jimmy Algerino          | 58' |
| 9  | DEL | Julio César Dely Valdés | 69' |
| 20 | DEL | Cyrille Pouget          | 78' |

| Anotado · Penal | 37' | Ronaldo | 1-0 |

|  | 56' | Fernando Couto  |
|  | 83' | Ivan de la Peña |

|  | 1'  | Laurent Fournier |
|  | 51' | Paul Le Guen     |
|  | 82' | Benoît Cauet     |

| Árbitro | Markus Merk |

| 1  | POR | Vítor Baía            |     |
| 2  | DEF | Albert Ferrer         |     |
| 3  | DEF | Abelardo Fernández    |     |
| 26 | DEF | Fernando Couto        |     |
| 12 | DEF | Sergi Barjuán         |     |
| 4  | MED | Josep Guardiola       |     |
| 5  | MED | Gheorghe Popescu      | 46' |
| 23 | MED | Iván de la Peña       | 85' |
| 21 | MED | Luis Enrique Martínez | 89' |
| 7  | DEL | Luís Figo             |     |
| 9  | DEL | Ronaldo               |     |
| DT | DT  | Bobby Robson          |     |

| 1  | POR | Bernard Lama     |     |
| 2  | DEF | Laurent Fournier | 58' |
| 4  | DEF | Bruno N'Gotty    |     |
| 6  | DEF | Paul Le Guen     |     |
| 22 | DEF | Didier Domi      |     |
| 19 | MED | Jérôme Leroy     |     |
| 8  | MED | Vincent Guérin   | 69' |
| 10 | MED | Raí              |     |
| 15 | MED | Benoît Cauet     |     |
| 11 | DEL | Patrice Loko     | 78' |
| 7  | DEL | Leonardo         |     |
| DT | DT  | Ricardo Gomes    |     |

| 18 | MED | Guillermo Amor     | 46' |
| 8  | DEL | Hristo Stoichkov   | 85' |
| 19 | DEL | Juan Antonio Pizzi | 89' |

| 17 | DEF | Jimmy Algerino          | 58' |
| 9  | DEL | Julio César Dely Valdés | 69' |
| 20 | DEL | Cyrille Pouget          | 78' |

| Anotado · Penal | 37' | Ronaldo | 1-0 |

|  | 56' | Fernando Couto  |
|  | 83' | Ivan de la Peña |

|  | 1'  | Laurent Fournier |
|  | 51' | Paul Le Guen     |
|  | 82' | Benoît Cauet     |

| Árbitro | Markus Merk |

## Campeón
| Bandera de España                 |
| Campeón F. C. Barcelona 4º título |

## Goleadores
Los máximos goleadores de la Recopa de Europa 1996–97 fueron:
| #  | Jugador             | Club          | Goles |
| -- | ------------------- | ------------- | ----- |
| 1  | Robbie Fowler       | Liverpool     | 7     |
| 2  | Mons Ivar Mjelde    | Brann         | 6     |
| 3  | Ronaldo             | Barcelona     | 5     |
| 3  | Horst Siegl         | Sparta Praga  | 5     |
| 3  | Hakan Şükür         | Galatasaray   | 5     |
| 6  | Arkadiusz Bąk       | Ruch Chorzów  | 4     |
| 6  | Gabriel Batistuta   | Fiorentina    | 4     |
| 6  | Christophe Bonvin   | Sion          | 4     |
| 6  | Patrice Loko        | PSG           | 4     |
| 6  | Pascal Simpson      | AIK           | 4     |
| 11 | John Barnes         | Liverpool     | 3     |
| 11 | Daniel Batista Lima | AEK Atenas    | 3     |
| 11 | Frédéric Chassot    | Sion          | 3     |
| 11 | Julio Dely Valdés   | PSG           | 3     |
| 11 | Claus Eftevaag      | Brann         | 3     |
| 11 | Giovanni            | Barcelona     | 3     |
| 11 | João Pinto          | Benfica       | 3     |
| 11 | Leonardo            | PSG           | 3     |
| 11 | Vratislav Lokvenc   | Sparta Praga  | 3     |
| 11 | Temur Tugushi       | Dinamo Batumi | 3     |
| 11 | Davit Ujmajuridze   | Dinamo Batumi | 3     |
| 11 | Philippe Vercruysse | Sion          | 3     |